# 가나다촌 (에히메현)
가나다촌(金田村)은 에히메현 우마군에 설치된 촌이다. 